# Aburina uniformis
Aburina uniformis is een vlinder uit de familie van de spinneruilen (Erebidae). De wetenschappelijke naam van de soort is voor het eerst voorgesteld als Tochara uniformis door Charles Swinhoe in een publicatie uit in 1919.
Deze soort komt voor in Indonesië (Sumatra).